# Basketbol'nij klub Čerkasy Mavpy
Il B.K. Čerkasy Mavpy (in ucraino Баскетбольний клуб Черкаські мавпи?, Basketbol'nij klub Čerkasy Mavpy), è una società cestistica, avente sede a Čerkasy, in Ucraina. Fondata nel 2003, gioca nel campionato ucraino.

## Palmarès
- Campionato ucraino: 1

2017-18